# ان‌جی‌سی ۴۵۷
ان‌جی‌سی ۴۵۷ (انگلیسی: NGC 457) (که همچنین کالدول ۱۳ (Caldwell 13) نامیده می‌شود و با نام‌های خوشه سنجاقک، خوشه ET، خوشه جغد، خوشه عروسکی کاچینا یا خوشه فی کاسیوپیا نیز شناخته می‌شود) یک خوشه ستاره‌ای باز در صورت فلکی ذات‌الکرسی است.

## کشف
این خوشه توسط ویلیام هرشل در ۱۸ اوت ۱۷۸۰ با یک تلسکوپ بازتابی ۶٫۲ اینچی کشف شد و به عنوان VII 42 فهرست بندی شد.

## دید
این خوشه یک هدف آسان برای منجمان آماتور است و می‌توان آن را حتی با تلسکوپ‌های کوچک در آسمان‌های آلوده به نور هم مشاهده کرد.